# 51 Nemausa
51 Nemausa (mednarodno ime je tudi 51 Nemausa) je velik in temen asteroid tipa G v glavnem asteroidnem pasu.

## Odkritje
Asteroid je odkril francoski ljubiteljski astronom Joseph Jean Pierre Laurent (umrl 1900) 22. januarja 1858.. To je bil njegov edini odkriti asteroid. O astronomu je zelo malo znanega. Asteroid je odkril v zasebnem observatoriju, ki ga je zapustil Benjamin Valz, ko je odšel kot predstojnik v Observatorij Marseille. Hiša na 32 rue Nationale v kraju Nîmes v Franciji nosi spominsko ploščo, ki spominja na odkritje.

## Značilnosti
Asteroid Nemausa obkroži Sonce v 3,64 letih. Njegov tir ima izsrednost 0,066, nagnjen pa je za 9,972° proti ekliptiki. Njegov premer je 147,9 km, okrog svoje osi pa se zavrti v 7,783 urah. Asteroid bi lahko imel tudi do 14 % vode.

## Naravni sateliti
Na osnovi svetlobnih krivulj predvidevajo, da ima majhen naravni satelit.